# Bertolfo (abate)
Bertolfo o Bernone o Bertoul (Germania, VII secolo – Renty, 5 febbraio 705) è stato un monaco cristiano belga.
Bertolfo nacque da genitori pagani in Germania, si convertì al Cristianesimo nelle Fiandre, divenne monaco benedettino e fondò un'abbazia a Renty, nella regione del Passo di Calais che contribuì ad evangelizzare.

## Agiografia
Ancora molto giovane,al tempo del re Dagoberto I, Bertolfo andò nelle Fiandre a Thérouanne, capitale della tribù celtica dei belgi Morini. Là conobbe il vescovo Audomaro che stava rievangelizzando la regione dopo le invasioni dei Vandali e dei Suebi e si convertì al cristianesimo.
Omero lo ammise nell'Ordine dei chierici. Diventò amministratore di tutte le proprietà del conte Wamberto, che aveva avuto modo di apprezzarlo per la sua grande onestà e pietà verso i poveri. Presto divenne molto invidiato per il suo potere, e molti suoi avversari andavano dal conte per accusarlo di cattiva amministrazione. Ma Wamberto, che riponeva in lui una grande stima, non diede mai ascolto ai malevoli, anzi lo aiutò nella sua opera di evangelizzazione e gli fece costruire quattro chiese, poi si fece accompagnare da lui in un pellegrinaggio che fece a Roma assieme alla moglie. Alla sua morte gli lasciò in eredità tutti i beni che possedeva a Renty.
Bertolfo diede sepoltura a Wamberto e alla moglie in una di quelle chiese, continuò ad amministrare con zelo le proprietà ricevute e fondò un'abbazia benedettina a Renty.
Molti, attratti dalla fama di santità di Bertolfo, vollero dedicarsi alla vita religiosa in quel monastero, e furono guidati dal santo più con l'esempio e l'amore che con le imposizioni e le punizioni. L'abbazia divenne presto un grande centro di attrazione religiosa e sociale, e tutti i poveri ed i bisognosi del circondario vi si rivolgevano, venendo accolti e aiutati con grande sollecitudine e pietà.
Morì nel 705.

## Culto
Il Martirologio Romano fissa la memoria liturgica il 5 febbraio.
Alla sua morte gli venne data sepoltura nell'abbazia di Renty, dove rimase fino al X secolo quando, per paura delle incursioni dei Normanni, fu traslato prima a Boulogne-sur-Mer, poi ad Harelbeke una città delle Fiandre sul fiume Lys, e infine nel abbazia Saint-Pierre-au-Mont-Blandin (Blandijberg o Blandinium) in Gand.
Una credenza popolare dell'epoca racconta che, tutte le volte che la città di Gand era in pericolo, si sentissero dei colpi dall'interno della cassa di ferro contenente le reliquie di Bertolfo, era il santo che allertava i cittadini di Gand.
Nel 1578, durante le guerre di religione, gli Ugonotti assalirono l'abbazia, la distrussero e bruciarono tutte le reliquie in essa contenuti. L'astio dei protestanti fu tale che non si preoccuparono di gettare via l'oro e l'argento dei reliquiari.
Nelle opere artistiche Bertolfo viene raffigurato in abito monastico, nell'atto di dare elemosine, assieme a una grande aquila con le ali aperte. Perché pare che, durante una tempesta, il santo sia stato protetto dalle ali di un'aquila..